# Jiří Staněk
Jiří Staněk (ur. 23 lutego 1957 w Brnie) – czeski poeta, dramaturg i krytyk literacki.

## Życie
Ukończył liceum im. Lercha w rodzinnym mieście. W latach 1976–1981 studiował farmację na Uniwersytecie Jana Amosa Komeńskiego w Bratysławie. W 1984 doktoryzował się. Mieszka i pracuje w Strakonicach w południowych Czechach. Prowadzi tam aptekę. Jest członkiem Stowarzyszenia Pisarzy Czeskich (Obec spisovatelů) w Pradze i – od 1999 – czeskiego PEN-Clubu.

## Twórczość
Staněk jest autorem kilkunastu tomików poezji oraz licznych słuchowisk radiowych. Opublikował między innymi – czasem jako edycje bibliofilskie – tomy: Hrací automat (1979, Szafa grająca), Co jsem četl v sobě samém (1991, Co czytałem w sobie samym), Na grobech samojedů (1997, Na grobach samojedów), Jedenáct poct Tychonovi (1999, Jedenaście hołdów Tychonowi), Malé modlitby (2001, Małe modlitwy), Kamenný úsměv (2002, Kamienny uśmiech), Shakespeare na piercingu (2002) i Bláznivá Grete (2002, Szalona Greta).
W 2009 brneńskie wydawnictwo Druhé město ogłosiło wybór jego poezji pt. Pornofilie (Pornofilia).
Jego wiersze tłumaczone były na niemiecki, słoweński i węgierski.

## Recepcja polska
Polskim tłumaczem Stańka jest Leszek Engelking. Przekłady wierszy poety drukował „Tygiel Kultury”. W 2007 ukazało się tłumaczenie tomu Małe modlitwy (wydanie dwujęzyczne).

## Literatura
Libor Martinek, Nota o autorze, oraz Martin Skýpala, Małe modlitwy [posłowie do] J. Staněk, Małe modlitwy (za Jiíego Ortena), Łódź 2007 Stowarzyszenie Literackie im. K. K Baczyńskiego ISBN 978-83-85680-52-9.